# 范梅
范梅（1544年—？），字元春，號和所，江西南昌府豐城縣人，軍籍，明朝政治人物。

## 生平
隆慶四年（1570年）庚午科江西鄉試第十八名，隆慶五年（1571年）辛未科會試第八十二名，三甲187名進士。兵部觀政，隆慶六年（1572年）任浙江海盐县知县，丁忧归。萬曆五年（1577年）复除邢台知县，九年升南京工部主事，歷升郎中，万历十五年（1587年）接替钱顺德任兴化府知府一职，万历十八年（1590年）由马贯接任。二十二年降山东运同，二十六年考察致仕。

## 家族
曾祖范直之；祖父范至泰；父范楚堯，母呂氏；繼母熊氏。慈侍下。弟范梧。